# Triệu Kính hầu
Triệu Kính hầu (chữ Hán: 趙敬侯, trị vì 386 TCN - 375 TCN), tên thật là Triệu Chương (趙章), là vị vua thứ ba của nước Triệu - chư hầu nhà Chu thời Chiến Quốc trong lịch sử Trung Quốc.
Ông là con của Triệu Liệt hầu, vua đầu tiên của nước Triệu, cháu gọi Triệu Vũ công, vua thứ hai của nước Triệu là chú. Sau khi Triệu Vũ công qua đời, người nước Triệu lập Triệu Chương lên làm vua tức Triệu Kính hầu.
Năm 386 TCN, con Triệu Vũ công là Triệu Triều tức giận vì không được nối ngôi, nổi lên chống Triệu Kính hầu, Ngụy Vũ hầu đem quân giúp Triều nhưng thất bại, Triều phải trốn sang nước Ngụy. Cùng năm đó, Triệu Kính hầu thiên đô từ Trung Mưu đến Hàm Đan.
Năm 378 TCN, Triệu Kính hầu liên minh cùng nước Hàn và nước Ngụy tấn công nước Tề, chiếm được Linh Khâu.
Năm 376 TCN, Triệu Kính hầu cùng Hàn Ai hầu, Ngụy Vũ hầu đem quân diệt nước Tấn, chia đất Tấn ra làm ba.
Năm 375 TCN, Triệu Kính hầu qua đời. Con ông là Triệu Thành hầu lên nối ngôi.